# Mystus pelusius
Mystus pelusius és una espècie de peix de la família dels bàgrids i de l'ordre dels siluriformes que es troba a l'Iran, l'Iraq i Turquia.
Els mascles poden assolir els 17,8 cm de longitud total.